# San Juan Yucuita
San Juan Yucuita è un comune del Messico, situato nello stato di Oaxaca.